# Sheepshanks (Mondkrater)
Sheepshanks ist ein relativ kleiner Einschlagkrater am nordöstlichen Rand der Mondvorderseite, am Nordrand des Mare Frigoris, südlich des Kraters C. Mayer.
Der Kraterrand ist kaum erodiert. Das Innere weist keinen Zentralberg auf.
Südlich von Sheepshanks verläuft die Mondrille Rima Sheepshanks in Richtung auf die Wallebene von Gärtner.
| Buchstabe | Position           | Durchmesser | Link |
| --------- | ------------------ | ----------- | ---- |
| A         | 60° N, 18,93° O    | 7 km        |      |
| B         | 60,31° N, 21,06° O | 5 km        |      |
| C         | 57,03° N, 18,08° O | 10 km       |      |

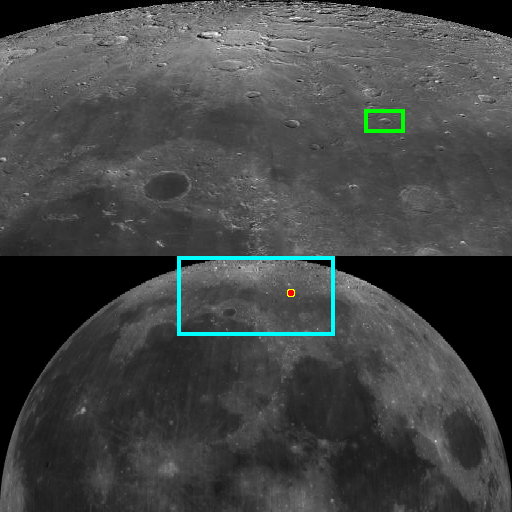
Lage von Sheepshanks

Der Krater wurde 1935 von der IAU nach der Mäzenin Anne Sheepshanks, Schwester des britischen Astronomen Richard Sheepshanks, offiziell benannt.